# Kateřina Kyptová
Kateřina Kyptová (* 19. září 1983, Mladá Boleslav) je česká reprezentantka v kulturistice, mistryně světa pro rok 2009, 2x stříbrná z Arnold Classic Europe a medailistka z Arnold Classic Amateurs. Díky výsledkům (2. místo na Mistrovství Evropy i světa) jí byla udělena profesionální licence. Od roku 2014 již soutěží mezi profesionály v USA. Jejím dosavadním největším úspěchem v PROFI bylo druhé místo na Jon Lindsay's Grand Prix Pro. Dříve byla sponzorována firmou vyrábějící sportovní výživu - Czech Virus.
Vystudovala Gymnázium Dr. Josefa Pekaře v Mladé Boleslavi a sportovní management na Technické univerzitě v Liberci. Nyní studuje na 2. lékařské fakultě Univerzity Karlovy.[kdy?]